# I’ve Got My Own Album to Do
I’ve Got My Own Album to Do — дебютный сольный студийный альбом английского музыканта Ронни Вуда (гитариста The Rolling Stones), выпущенный 13 сентября 1974 года. Альбом был записан вне его участия в группе Faces и достиг 27 места в британском чарте NME. Считалось, что название альбома — это насмешка над Родом Стюартом, который, как оказалось, был более предан своей сольной карьере, чем работе с Faces. Вуд сказал, что название появилось из-за того, что такие участники, как Джордж Харрисон и Мик Джаггер, «ворчали на меня, чтобы я отпустил их домой» и закончил их собственные проекты. Альбом был записан в The Wick, доме Вуда в Ричмонде, на юго-западе Лондона.
В этот период Вуд помогал Джаггеру в написании и записи сингла Rolling Stones 1974 года It’s Only Rock ’n’ Roll, а Джаггер в ответ помог Вуду с треком, открывающим альбом, «I Can Feel the Fire». Кит Ричардс также принимал участие в сессиях, а также выступал с Вудом на концертах в Лондоне для продвижения релиза. Совместная работа Вуда с Харрисоном, «Far East Man», была перезаписана Харрисоном и появилась в альбоме бывшего битла «Dark Horse» через три месяца после выхода I’ve Got My Own Album to Do. Среди других музыкантов альбома — коллеги Вуда по группе Faces Стюарт и Иэн Маклэган, Мик Тейлор из Rolling Stones, клавишник Жан Руссель и американская ритм-секция Вилли Уикса и Энди Ньюмарка. Кроме того, Пит Сирс играл на басу и челесте, а Мики Уоллер (бывший коллега Вуда и Стюарта по группе The Jeff Beck Group) — на барабанах в треке «Mystifies Me».
The Faces включили «I Can Feel the Fire» и «Take a Look at the Guy» в свои сет-листы во время тура по Великобритании в 1974 году и двух туров по США в 1975 году. Песня «Sure the One You Need» была дважды исполнена группой Rolling Stones во время первого этапа их тура 1975 года.[1] Вуд исполнял «I Can Feel the Fire», «Far East Man», «Mystifies Me» и «Am I Grooving You» на своих сольных концертах с 1979 по 2012 год.

## Отзывы
| Оценки критиков               | Оценки критиков                                                          |
| Источник                      | Оценка                                                                   |
| ----------------------------- | ------------------------------------------------------------------------ |
| AllMusic                      | [ 1 ]                                                                    |
| Christgau's Record Guide      | C+                                                                       |
| MusicHound                    | 2.5/5                                                                    |
| Q                             | 4 из 5 звёзд · 4 из 5 звёзд · 4 из 5 звёзд · 4 из 5 звёзд · 4 из 5 звёзд |
| The Rolling Stone Album Guide | [ 4 ]                                                                    |

Альбом получил положительные и умеренные отзывы музыкальных критиков и интернет-изданий.
Стивен Томас Эрлевайн из AllMusic отметил, что «Для своего первого альбома Рон Вуд привлёк в качестве поддержки Кита Ричардса и пианиста группы Faces Иэна Маклэгана, и получился свободный, добродушный альбом, который зажёгся на размашистой „Take a Look at the Guy“, серьёзной кавер-версии „If You Gotta Make a Fool of Somebody“, а также шлифующей R&B-заготовке „Crotch Music“».

## Список композиций
Все треки написаны Ронни Вудом, кроме ниже указанных.
Первая сторона
1. «I Can Feel the Fire» — 4:54
2. «Far East Man» (George Harrison, Wood) — 4:40
3. «Mystifies Me» — 3:19
4. «Take a Look at the Guy» — 2:33
5. «Act Together» (Mick Jagger, Keith Richards) — 4:25
6. «Am I Grooving You» (Bert Russell, Jeff Barry) — 3:41

Вторая сторона
1. «Shirley» — 5:21
2. «Cancel Everything» — 4:40
3. «Sure the One You Need» (Jagger, Richards) — 4:12
4. «If You Gotta Make a Fool of Somebody» (Rudy Clark) — 3:34
5. «Crotch Music» (Willie Weeks) — 6:04

## Чарты
| Чарт (1979)                   | Позиция |
| ----------------------------- | ------- |
| Австралия (Kent Music Report) | 94      |